# Bukittinggi
Bukittinggi – miasto w Indonezji na Sumatrze w prowincji Sumatra Zachodnia.
Współrzędne geograficzne 0°15′S 100°20′E/-0,250000 100,333333; powierzchnia 24,2 km²; 122 tys. mieszkańców (2022).
Jeden z najbardziej popularnych ośrodków turystycznych na Sumatrze; leży w górach Barisan na wysokości 930 m n.p.m. otoczone wysokimi szczytami (Marapi 2891 m, Singgalang 2877 m).
Miasto było ważną faktorią holenderską w czasach kolonialnych, z tego okresu pochodzi wieża zegarowa Jam Gadang; sieć podziemnych tuneli Lobang Jepang wybudowanych podczas japońskiej okupacji w okresie II wojny światowej.